# Olha Kolkova
Olha Aleksïïvna Kolkova (ukrainien : Ольга Алексеевна Колкова), née le 29 mai 1955 à Vitebsk (RSS de Biélorussie), est une rameuse soviétique d'origine ukrainienne. Elle est médaillée d'argent aux Jeux de 1976.

## Carrière
Membre de l'équipe de l'Union soviétique aux Jeux olympiques d'été de 1976, elle remporte la médaille d'argent du huit.

## Palmarès

### Jeux olympiques
- Jeux olympiques d'été de 1976 à Montréal ( Canada) :
  -  médaille d'argent en huit